# Tratado Mallarino-Bidlack
El Tratado Mallarino-Bidlack fue un tratado firmado el 12 de diciembre de 1846, entre la República de la Nueva Granada (actual Colombia y Panamá) y los Estados Unidos representados por Manuel María Mallarino y Benjamin Bidlack, respectivamente. Este tratado sería uno de los antecedentes de la separación de Panamá en 1903.

## Resumen
En los primeros 34 artículos se estipulan concesiones y disposiciones comerciales en tiempos de paz y de guerra.
Algunos puntos fundamentales del artículo 35 son los siguientes:
- Los ciudadanos, buques y mercancías de los Estados Unidos disfrutarán en los puertos de Nueva Granada, incluso los del istmo de Panamá; de todas las franquicias, privilegios e inmunidades, en lo relativo al comercio y navegación; y que esta igualdad de favores se hará extensiva a los pasajeros, correspondencia y mercancías de los Estados Unidos, que transiten a través de dicho territorio.
- El gobierno de Nueva Granada garantiza al gobierno de los Estados Unidos el derecho de vía o tránsito a través del istmo de Panamá, por cualquier medio de comunicación que ahora exista, o en el futuro pueda abrirse, estará franco y expedito para los ciudadanos, el gobierno de los Estados Unidos, productos manufacturados o mercancías.
- No se impondrán ni cobrarán a los ciudadanos de los Estados Unidos, ni sus mercancías, otros peajes a su paso por cualquier camino o canal, sino los que se impongan o cobren a los neogranadinos.
- Estados Unidos garantiza a la Nueva Granada, la perfecta neutralidad del istmo de Panamá, con la mira de que en ningún tiempo, existiendo este tratado, sea interrumpido el libre tránsito de uno a otro mar.
- Estados Unidos garantiza de la misma manera, los derechos de soberanía y propiedad que la Nueva Granada tiene y posee sobre dicho territorio.[5]